# Bergenia
Bergenia es un género de plantas con flores perteneciente a la familia  Saxifragaceae, nativa del centro de Asia, desde Afganistán a China e el  Himalaya. 
Son plantas perennes con una roseta de hojas de  6-35 cm de longitud y  4-15 cm de ancho. Sus flores son de color rosa y se producen en cimas.

## Especies
- Bergenia ciliata
- Bergenia cordifolia
- Bergenia crassifolia (L.) Fritsch - Begonia de invierno, col de invierno, hortensia de invierno
- Bergenia emeiensis
- Bergenia ligulata
- Bergenia pacumbis
- Bergenia purpurascens
- Bergenia rotblum
- Bergenia scopulosa
- Bergenia stracheyi
- Bergenia tianquanensis